# Giải vô địch bóng đá nữ U-19 châu Âu 2008
Giải vô địch bóng đá nữ U-19 châu Âu 2008 diễn ra tại Pháp từ ngày 7 tháng 7 đến 19 tháng 7 năm 2008.

## Vòng bảng

### Bảng A
| Đội         | Đ | Tr | T | H | B | BT | BB |
| ----------- | - | -- | - | - | - | -- | -- |
| Ý           | 6 | 3  | 2 | 0 | 1 | 4  | 4  |
| Na Uy       | 4 | 3  | 1 | 1 | 1 | 3  | 3  |
| Pháp        | 4 | 3  | 1 | 1 | 1 | 3  | 4  |
| Tây Ban Nha | 3 | 3  | 1 | 0 | 2 | 4  | 3  |

| Ý           | 1 – 0    | Na Uy |
| ----------- | -------- | ----- |
| Bonetti 90' | Chi tiết |       |

| Pháp        | 1 – 0    | Tây Ban Nha |
| ----------- | -------- | ----------- |
| Machart 59' | Chi tiết |             |

| Tây Ban Nha    | 1 – 2    | Na Uy                        |
| -------------- | -------- | ---------------------------- |
| Flaviano 90+1' | Chi tiết | Herregården 58' · Hansen 75' |

| Pháp          | 1 – 3    | Ý                                       |
| ------------- | -------- | --------------------------------------- |
| Le Sommer 62' | Chi tiết | Barreca 34' · Gueli 69' · Bonometti 89' |

| Na Uy      | 1 – 1    | Pháp          |
| ---------- | -------- | ------------- |
| Mjelde 35' | Chi tiết | Le Sommer 73' |

| Tây Ban Nha                            | 3 – 0    | Ý |
| -------------------------------------- | -------- | - |
| Ruiz 25' · Meseguer 61' · González 88' | Chi tiết |   |

### Bảng B
| Đội       | Đ | Tr | T | H | B | BT | BB |
| --------- | - | -- | - | - | - | -- | -- |
| Đức       | 7 | 3  | 2 | 1 | 0 | 10 | 1  |
| Thụy Điển | 5 | 3  | 1 | 2 | 0 | 4  | 3  |
| Anh       | 4 | 3  | 1 | 1 | 1 | 4  | 4  |
| Scotland  | 0 | 3  | 0 | 0 | 3 | 2  | 12 |

| Thụy Điển                       | 2 – 1    | Scotland   |
| ------------------------------- | -------- | ---------- |
| Konradsson 69' · Sjöstedt 90+4' | Chi tiết | Murray 82' |

| Đức              | 2 – 0    | Anh |
| ---------------- | -------- | --- |
| Pollmann 35' 59' | Chi tiết |     |

| Thụy Điển     | 1 – 1    | Đức          |
| ------------- | -------- | ------------ |
| Jakobsson 31' | Chi tiết | Pollmann 25' |

| Scotland      | 1 – 3    | Anh                         |
| ------------- | -------- | --------------------------- |
| Littlejohn 6' | Chi tiết | Nobbs 4' · Duggan 45+4' 74' |

| Anh        | 1 – 1    | Thụy Điển        |
| ---------- | -------- | ---------------- |
| Duggan 10' | Chi tiết | Fors 63' (ph.đ.) |

| Scotland | 0 – 7    | Đức                                                                                   |
| -------- | -------- | ------------------------------------------------------------------------------------- |
|          | Chi tiết | Schwab 10' 45+1' · Kulig 18' · Pollmann 32' · Mirlach 37' · Hegering 47' · Wagner 64' |

## Vòng đấu loại trực tiếp
|  | Bán kết | Bán kết   | Bán kết |       |   | Chung kết | Chung kết | Chung kết |  |
|  |         |           |         |       |   |           |           |           |  |
|  | 1A      | Ý         | 4       |       |   |           |           |           |  |
|  | 1A      | Ý         | 4       |       |   |           |           |           |  |
|  | 2B      | Thụy Điển | 0       |       |   |           |           |           |  |
|  | 2B      | Thụy Điển | 0       |       | Ý | Ý         | 1         |           |  |
|  |         |           |         |       | Ý | Ý         | 1         |           |  |
|  |         |           | Na Uy   | Na Uy | 0 |           |           |           |  |
|  | 1B      | Đức       | Na Uy   | Na Uy | 0 | 1(2)      |           |           |  |
|  | 1B      | Đức       |         |       |   |           |           |           |  |
|  | 2A      | Na Uy     | 1(4)    |       |   |           |           |           |  |

### Bán kết
| Đức                                    | 1 – 1 (s.h.p.) | Na Uy                                     |
| -------------------------------------- | -------------- | ----------------------------------------- |
| Mirlach 2'                             | Chi tiết       | Enget 49'                                 |
| Loạt sút luân lưu                      |                |                                           |
| Hegering · Wagner · Pollmann · Mirlach | 2 – 4          | Mjelde · Isaksen · Ree · Andresen · Enget |

| Ý                                                  | 4 – 0    | Thụy Điển |
| -------------------------------------------------- | -------- | --------- |
| Gueli 37' 75' · Bonometti 54' · Parisi 72' (ph.đ.) | Chi tiết |           |

### Chung kết
| Ý                  | 1 – 0    | Na Uy |
| ------------------ | -------- | ----- |
| Parisi 71' (ph.đ.) | (Report) |       |

| Vô địch U-19 nữ châu Âu 2008 |
| ---------------------------- |
| · Ý · Lần thứ nhất           |